# Slavne, Dolînska
Slavne (în ucraineană Славне) este un sat în comuna Bohdanivka din raionul Dolînska, regiunea Kirovohrad, Ucraina.

## Demografie
Componența lingvistică a localității Slavne
     Ucraineană (88,89%)
     Rusă (9,94%)
     Belarusă (1,17%)
Conform recensământului din 2001, majoritatea populației localității Slavne era vorbitoare de ucraineană (88,89%), existând în minoritate și vorbitori de rusă (9,94%) și belarusă (1,17%).